# Distretto di Mosoc Llacta
Il distretto di Mosoc Llacta è un distretto del Perù nella provincia di Acomayo (regione di Cusco) con 1.864 abitanti al censimento 2007.
È stato istituito l'11 novembre 1964.